# ۲٬۴-دی‌هیدروکسی‌بنزوئیک اسید
۲،۴-دی‌هیدروکسی‌بنزوئیک اسید (به انگلیسی: 2,4-Dihydroxybenzoic acid) با فرمول شیمیایی C۷H۶O۴ یک ترکیب شیمیایی با شناسه پاب‌کم ۱۴۹۱ است. که جرم مولی آن ۱۵۴٫۱۲ g/mol می‌باشد. 